# Ennio Fantastichini
Pour les articles homonymes, voir Fantastichini.
Ennio Fantastichini est un acteur italien né le 20 février 1955 à Gallese en Italie et mort le 1er décembre 2018 à Naples.

## Biographie
Second fils d'un maréchal des carabinieri, Ennio Fantastichini quitte Fiuggi dont son père commandait le poste local pour étudier à l'Académie nationale d'art dramatique à Rome. Il fait ses débuts au théâtre à l'âge de quinze ans dans une œuvre de Samuel Beckett.
En 1982 il fait son apparition sur le grand écran avec Fuori dal giorno (it). Il tient un petit rôle dans I soliti ignoti vent'anni dopo d'Amanzio Todini (it) en 1985 aux côtés de Vittorio Gassman et Marcello Mastroianni. En 1988 il joue avec Laura Morante et Mario Adorf dans I ragazzi di via Panisperna de Gianni Amelio où il interprète le rôle d'Enrico Fermi.
Il obtient son plus grand succès avec Portes ouvertes de Gianni Amelio en 1989 grâce auquel, en interprétant le personnage de Tommaso Scalia aux côtés de son maître Gian Maria Volontè, il reçoit plusieurs premiers prix : Ciak d'oro 1991, Ruban d'argent (meilleur acteur dans un second rôle), Prix du cinéma européen (Prix Felix, découverte de l'année) 1991.
Acteur sanguin et incisif, il remporte un grand succès son interprétation du romain arrogant dans Ferie d'agosto (1996) de Paolo Virzì avec Sabrina Ferilli en 1996 grâce auquel il obtient une nomination pour le David di Donatello 1996.
Il joue encore dans de nombreux autres films et rencontre également le succès dans le feuilleton télévisé La Mafia en 1997, dans Sacco et Vanzetti (it) en 2005, où il joue le rôle de l'anarchiste Bartolomeo Vanzetti (interprété dans le film de Giuliano Montaldo par Gian Maria Volontè), dans la série historique La freccia nera (it) en 2006 dans laquelle il tient le rôle du perfide Raniero, noble du Moyen-Âge.
En 2007 il joue dans Saturno contro de Ferzan Özpetek et en 2008 dans Fortapàsc de Marco Risi où il joue le rôle du maire de Torre Annunziata, Cassano. En 2010 il est encore dirigé par Ozpetek aux côtés d'Alessandro Preziosi, Riccardo Scamarcio et Elena Sofia Ricci dans Le Premier qui l'a dit pour lequel il remporte le David di Donatello du meilleur acteur dans un second rôle.
Il est le benjamin du peintre et sculpteur Piero Fantastichini.
Il meurt le 1er décembre 2018 à l'âge de 63 ans à la suite d'une hémorragie cérébrale à la polyclinique Federico II (it) de Naples où il était hospitalisé depuis quinze jours à la suite d'une leucémie aiguë myéloblastique.

## Filmographie partielle
- 1985 : Le Pigeon vingt ans après (I soliti ignoti vent'anni dopo) d'Amanzio Todini (it)
- 1989 : I ragazzi di via Panisperna  de Gianni Amelio
- 1990 : Portes ouvertes (Porte aperte) de Gianni Amelio
- 1990 : Le Chef de gare  de Sergio Rubini
- 1991 : Les Secrets professionnels du docteur Apfelglück  d'Alessandro Capone, Stéphane Clavier, Mathias Ledoux, Thierry Lhermitte et Hervé Palud
- 1991 : Una storia semplice d'Emidio Greco
- 1991 : Una vita scellerata  de Giacomo Battiato
- 1992 : La bionda de Sergio Rubini
- 1996 : Ferie d'agosto de Paolo Virzì
- 1997 : Arlette de Claude Zidi : Angelo Mascarpone
- 1998 : Vite in sospeso  de Marco Turco
- 2000 : Controvento de Peter Del Monte
- 2002 : Napoléon : Joseph Bonaparte
- 2003 : Alla fine della notte de Salvatore Piscicelli
- 2007 : Saturno contro de Ferzan Özpetek
- 2007 : Ripopolare la reggia  de Peter Greenaway
- 2007 : Notturno Bus  de Davide Marengo
- 2009 : Le ombre rosse  de Francesco Maselli
- 2009 : Fortapàsc  de Marco Risi
- 2009 : Don Giovanni, naissance d'un opéra  de Carlos Saura
- 2010 : Le Premier qui l'a dit (Mine vaganti) de Ferzan Özpetek
- 2011 : L'arrivo di Wang (it) d'Antonio et Marco Manetti
- 2012 : La Cerise sur le gâteau  de Laura Morante
- 2013 : La mossa del pinguino de Claudio Amendola
- 2014 : Ti ricordi di me?  de Rolando Ravello
- 2015 : Io e lei de Maria Sole Tognazzi
- 2016 : La stoffa dei sogni  de Gianfranco Cabiddu
- 2017 : Una famiglia de Sebastiano Riso
- 2017 : The Music of Silence  de Michael Radford
- 2019 : Citoyens du Monde (Lontano lontano) de Gianni Di Gregorio

## Distinctions
- 1991 et 2010 : Ruban d'argent du meilleur acteur dans un second rôle
- 2010 : David di Donatello du meilleur acteur dans un second rôle